# Plagiometriona vigens
Plagiometriona vigens  (лат.) — вид жуков щитоносок (Cassidini) из семейства листоедов.
Эндемик Южной Америки: Бразилия (Minas Gerais, Rio de Janeiro, Rio Grande do Sul, Sao Paulo).
Форма тела уплощённая. Растительноядный вид, питается растениями семейства паслёновые (Solanaceae: Solanum campaniforme).